# Miguel Ángel Sainz-Maza

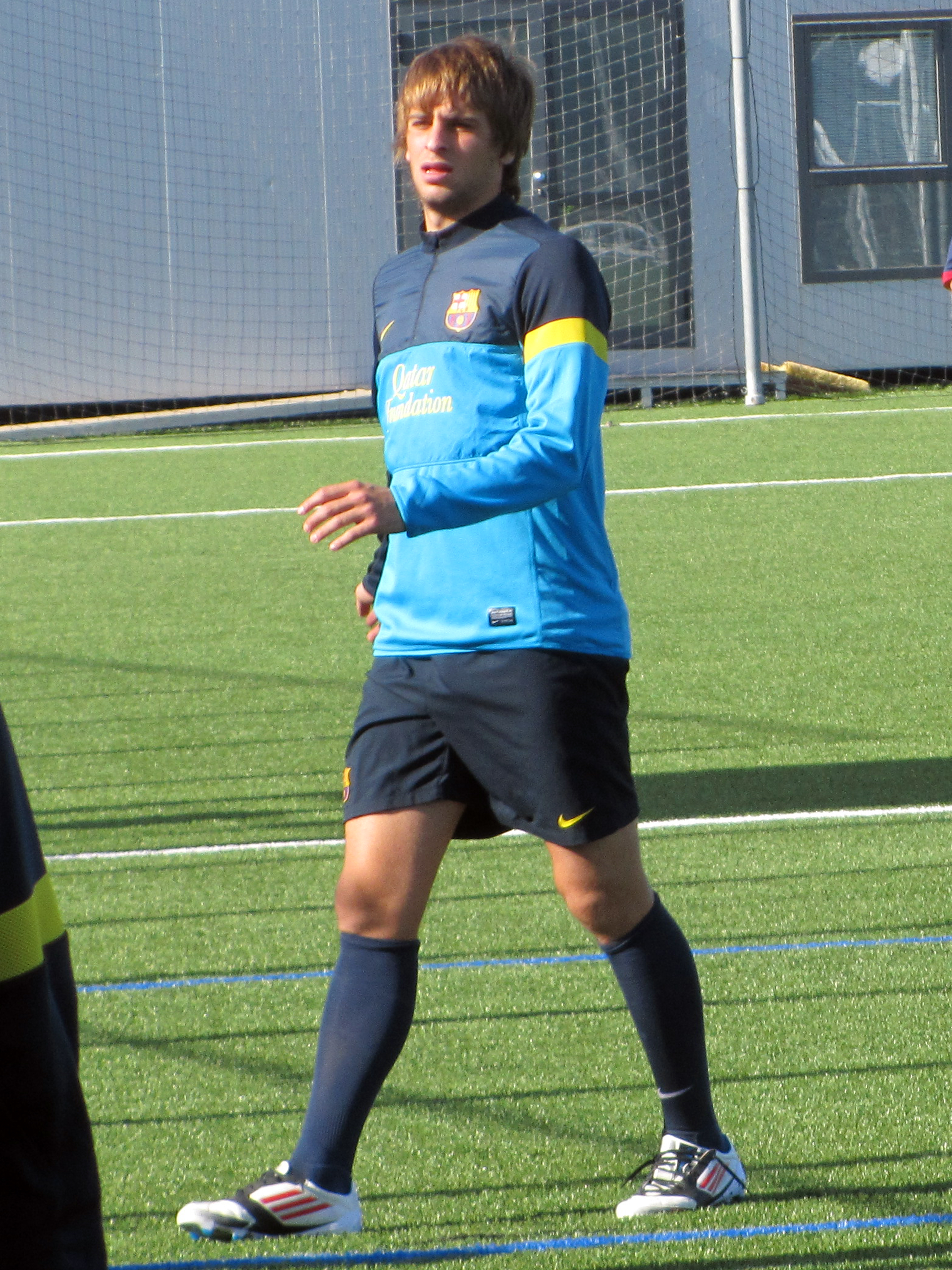
Miguel Ángel Sainz-Maza als speler van FC Barcelona

Miguel Ángel Sainz-Maza López (Santoña, 6 januari 1993), voetbalnaam Miguel Ángel, is een Spaans voetballer. Hij speelt als middenvelder bij het Italiaanse Reggina Calcio. 

## Clubvoetbal
Miguel Ángel speelde vanaf de Alevín-teams bij Racing de Santander. In 2011 werd hij regionaal kampioen met het Juvenil-elftal. Later dat jaar vertrok Miguel Ángel naar de Juvenil A van FC Barcelona. Vanaf 2012 behoort hij tot de selectie van het tweede elftal en Miguel Ángel maakte op 13 oktober 2012 zijn profdebuut in de competitiewedstrijd tegen Sporting Gijón. Vanwege onvoldoende speeltijd werd hij in januari 2013 voor een halfjaar verhuurd aan het tweede elftal van Real Betis. In 2013 vertrok Miguel Ángel naar Reggina.

### Statistieken
| seizoen    | club           | land   | competitie         | wed. | goals |
| ---------- | -------------- | ------ | ------------------ | ---- | ----- |
| 2012/13    | FC Barcelona B | Spanje | Segunda División A | 1    | 0     |
| Bijgewerkt | 13-08-2013     |        | Totaal             | 1    | 0     |